# میکیو اندو
میکیو اندو (انگلیسی: Mikio Endō؛ زادهٔ ۶ اوت ۱۹۶۷) موسیقی‌دان اهل ژاپن است.